# Il doit faire beau là-bas
Chansons représentant la France au Concours Eurovision de la chanson
Chez nous
(1966) La Source
(1968)
Il doit faire beau là-bas est une chanson interprétée par la chanteuse française Noëlle Cordier et dirigée par Franck Pourcel pour représenter la France au Concours Eurovision de la chanson 1967 qui se déroulait à Vienne, en Autriche.

## Thème de la chanson
La chanson est une ballade, dans laquelle Noëlle Cordier chante à un « amant absent ». Elle lui explique qu'il pleut où elle est, mais qu'« il doit faire beau là-bas » où il se trouve. Elle lui dit aussi qu'elle ne se soucie pas beaucoup pour où elle est en général, quel que soit le climat.

## À l'Eurovision
Elle est intégralement interprétée en français, langue nationale, comme l'impose la règle entre 1966 et 1973.
Il doit faire beau là-bas est la quatrième chanson interprétée lors de la soirée, après Warum es hunderttausend Sterne gibt de Peter Horten pour l'Autriche et avant O vento mudou de Eduardo Nascimento pour le Portugal. À l'issue du vote, elle a obtenu 20 points, se classant 3e sur 17 chansons.

## Classements

### Classements hebdomadaires
| Classement (1967)               | Meilleure position |
| ------------------------------- | ------------------ |
| Belgique (Wallonie Ultratip 50) | Tip                |